# Perth (sobborgo)
Perth (più propriamente il Central Business District o Distretto Affari dell'omonima città) è un sobborgo situato nell'area metropolitana di Perth, in Australia Occidentale; esso è la sede della Città di Perth. Al censimento del 2006 contava 6.341 abitanti.